# وبرویل (تگزاس)
وبرویل، تگزاس(به انگلیسی: Webberville, Texas) شهری در ایالت تگزاس از ایالات جنوبی ایالات متحده آمریکا است. جمعیت این شهر ۳۹۲ نفر است. اهمیت این شهر به دلیل مزرعه خورشیدی موجود در آن است.